# Kanton Houdain
Kanton Houdain (francouzsky Canton de Houdain) byl francouzský kanton v departementu Pas-de-Calais v regionu Nord-Pas-de-Calais. Tvořilo ho 12 obcí. Zrušen byl po reformě kantonů 2014.

## Obce kantonu
- Beugin
- Camblain-Châtelain
- Caucourt
- Estrée-Cauchy
- Fresnicourt-le-Dolmen
- Gauchin-le-Gal
- Hermin
- Houdain
- Maisnil-lès-Ruitz
- Ourton
- Rebreuve-Ranchicourt